# Circuito cittadino di Santiago del Cile
Il circuito cittadino di Santiago del Cile è un circuito cittadino situato nel centro della città di Santiago del Cile. Viene utilizzato dalle monoposto di Formula E a partire dalla stagione 2018. Il primo ePrix si è tenuto il 3 febbraio 2018.

## Tracciato
Il tracciato si compone di 12 curve per un totale di 2.470 metri. La partenza è posizionata lungo l’Avenue Santa Maria, per poi passare attorno a Parque Forestal, al fiume Mapocho e Plaza Italia.